# Asunto Pusztai
El asunto Pusztai es una polémica que comenzó en 1998. El científico de proteínas Árpád Pusztai hizo públicos los resultados iniciales de una investigación inédita que estaba llevando a cabo en el Instituto Rowett de Aberdeen (Escocia) sobre los posibles efectos de las patatas modificadas genéticamente en las ratas. Pusztai afirmaba que las patatas modificadas genéticamente habían atrofiado el crecimiento y reprimido el sistema inmunitario de las ratas, al tiempo que engrosaban su mucosa intestinal. Inicialmente apoyado por el Instituto Rowett, sus comentarios en un programa de televisión británico causaron una tormenta de controversia, y el Instituto Rowett le retiró su apoyo. Pusztai fue suspendido y se tomaron medidas por mala conducta para confiscar sus datos y prohibirle hablar en público. El instituto no renovó su contrato anual y Pusztai fue criticado por la Royal Society británica y algunos otros científicos por hacer un anuncio antes de que su experimento estuviera completo o revisado por expertos y por el diseño, la metodología y el análisis del experimento. Algunos de los datos del estudio se publicaron finalmente en The Lancet en 1999, después de que cinco de los seis revisores aprobaran el estudio. lo que desencadenó una nueva polémica.

## Antecedentes
Antes de 1995, no se había publicado ningún estudio revisado por expertos que investigara la seguridad de los alimentos modificados genéticamente mediante ensayos de alimentación humana o animal. En 1995, el Departamento de Agricultura, Medio Ambiente y Pesca de Escocia encargó un estudio de investigación de tres años y 1,6 millones de libras para evaluar la seguridad de las patatas rojas Desiree modificadas genéticamente. Las patatas habían sido desarrolladas por el bioquímico John Gatehouse en Cambridge Agricultural Genetics (más tarde rebautizada Axis Genetics) y habían completado recientemente dos años de ensayos de campo en la Estación Experimental de Rothamsted. El gen GNA de la planta Galanthus (campanilla de invierno) se insertó en la patata, lo que permitió sintetizar la proteína lectina GNA. Se ha demostrado que esta lectina es tóxica para algunos insectos. (En los años siguientes se llevaron a cabo otras investigaciones en la misma línea, insertando más genes productores de antihelmínticos). Este fue el trabajo de un equipo de Durham/Axis: En la Universidad de Durham, Gatehouse, su esposa Angharad y otros; y Axis; y algunos otros).
Se propusieron 28 estudios, de los cuales se seleccionaron ocho para su revisión por pares por parte del Consejo de Investigación en Biotecnología y Ciencias Biológicas. De estos ocho, se eligió la propuesta del Instituto de Investigación Rowett y se reunió un equipo combinado de académicos del Instituto Escocés de Investigación sobre Cultivos, el Departamento de Biología de la Universidad de Durham y el Instituto Rowett, coordinado por Pusztai.
Aunque las patatas probadas no eran una variedad comercial y no estaban destinadas al consumo humano, se firmó un contrato con Cambridge Agricultural Genetics, que incluía un acuerdo de reparto de beneficios, si las patatas desarrolladas con esta tecnología se aprobaban y se lanzaban al mercado comercial. En ensayos previos de alimentación de diez días con ratas alimentadas con GNA, Pusztai llegó a la conclusión de que no afectaban significativamente al crecimiento, a pesar de cierta hipertrofia del intestino delgado y una ligera disminución de la actividad de las enzimas intestinales.

## Experimento
Las patatas experimentales se habían transformado con el gen de la aglutinina Galanthus nivalis (GNA) de la planta Galanthus (campanilla de invierno), lo que permitió sintetizar la proteína lectina GNA. Esta lectina es tóxica para algunos insectos. Se alimentó a ratas con patatas modificadas genéticamente crudas y cocidas, utilizando como control patatas rojas Desiree no modificadas. Un grupo de control comió patatas Desiree Red no modificadas con la lectina GNA snowdrop. Se realizaron doce experimentos de alimentación, diez a corto plazo (10 días) y dos a largo plazo (110 días). Antes del experimento, Pusztai y su equipo dijeron que no esperaban diferencias entre las ratas alimentadas con patatas modificadas y las alimentadas con las no modificadas.
Las papas se eligieron porque se consideraron sustancialmente equivalentes a las papas Desiree Red no modificadas genéticamente. En el estudio se utilizaron dos líneas transgénicas de patata, ambas con el gen GNA insertado. Se cultivaron en las mismas condiciones que la planta madre no modificada genéticamente. Según Pusztai, las patatas no eran sustancialmente equivalentes, ya que una de las líneas transgénicas contenía un 20% menos de proteínas que la otra, y los contenidos de almidón y azúcar variaban hasta un 20% entre las tres líneas. Pusztai afirmó que estas diferencias eran motivo suficiente para interrumpir la experimentación.
Su experimento mostró una diferencia estadísticamente significativa en el grosor de la mucosa del estómago. La mucosa de las ratas alimentadas con patata cruda o cocida modificada con el gen GNA era más gruesa que la de las ratas alimentadas con patata no modificada. La longitud de las criptas en el yeyuno fue mayor en las ratas alimentadas con la patata cruda modificada, aunque no se observaron diferencias estadísticas en las ratas alimentadas con la patata cocida. Como estos efectos no se observaron en las ratas alimentadas con las patatas de control enriquecidas con GNA, Pusztai concluyó que las diferencias eran resultado del procedimiento de transformación, más que de la presencia del GNA. El colaborador de Pusztai, Stanley Ewen, dijo que el virus del mosaico de la coliflor utilizado como promotor podría ser probablemente la causa de los cambios observados.

## Anuncio
El 22 de junio de 1998, Pusztai reveló los resultados de su investigación durante una entrevista en el programa de actualidad World in Action, de Granada Television, titulada "Cómete tus genes". El director del Instituto Rowett, Philip James, le dio permiso para hacer la entrevista. El jefe de prensa de Rowett estuvo presente al comienzo de la grabación. Durante la entrevista, Pusztai dijo que le "preocupaba que algunas de las técnicas de ensayo no estuvieran a la altura de lo que pensábamos que era necesario hacer, y por tanto deberíamos hacer más pruebas". Cuando se le preguntó por qué se sentía preocupado, dijo que "era porque habíamos hecho algunos experimentos que nos hacían sentirnos preocupados" y habló de sus resultados en términos generales.
Pusztai declaró posteriormente que en el momento de la entrevista no estaba seguro de si debía revelar resultados de experimentos que no habían concluido y no creía que el programa fuera hostil a los alimentos modificados genéticamente. Calculó que los experimentos se habían completado en un 99% cuando se realizó la entrevista. Afirmó que las ratas de sus experimentos sufrían retraso en el crecimiento y tenían suprimido el sistema inmunitario, y que era necesario realizar más investigaciones sobre seguridad. También afirmó que "si me dieran a elegir ahora, no las comería" y que era "muy, muy injusto utilizar a nuestros conciudadanos como cobayas".

## Reacción
World in Action emitió un comunicado de prensa la víspera de la emisión, lo que provocó numerosas llamadas telefónicas a Pusztai y al Instituto por parte de organizaciones gubernamentales, industriales, no gubernamentales y medios de comunicación. Según James, consternado por la publicación de datos inéditos, esa misma mañana retiró a Pusztai de sus compromisos con los medios de comunicación. Finalmente, suspendió a Pusztai, incautó sus datos por mala conducta, le prohibió hablar en público y no renovó su contrato anual.
Reinaba la confusión sobre qué experimentos se habían llevado a cabo. Pusztai había mencionado dos líneas de patatas modificadas genéticamente, es decir, las dos líneas GNA, y los medios de comunicación se hicieron eco de ello. El Instituto Rowett asumió erróneamente que los medios de comunicación hablaban de una segunda línea transformada con concanavalina A (ConA), una lectina de Jack Bean tóxica para los mamíferos. Se habían desarrollado patatas transgénicas con ConA, pero nunca se habían probado. Dos comunicados de prensa emitidos por el Instituto Rowett los días 10 y 11 elogiaban la investigación de Pusztai y apoyaban el aumento de las pruebas de seguridad de los alimentos modificados genéticamente. Los comunicados de prensa también decían que las patatas habían sido modificadas con ConA, lo que aumentó la confusión. Pusztai alegó que no había visto los comunicados de prensa antes de su publicación y que no tuvo oportunidad de corregir el error. James afirma que él redactó el borrador y Pusztai reescribió una sección, pero que no vio la copia final. La creencia errónea de que el gen ConA se había insertado en la patata llevó al científico Sir Robert May y al ministro de Agricultura Jack Cunningham a hacer declaraciones a los medios de comunicación en las que afirmaban que los hallazgos no eran sorprendentes, ya que se había añadido a la patata un veneno conocido. Algunos científicos siguen desestimando el trabajo de Pusztai por este error.

### Auditoría
El Instituto Rowett auditó el trabajo de Pusztai el 22 de octubre de 1998. Llegó a la conclusión de que sus datos no respaldaban sus conclusiones. En febrero de 1999, 22 científicos de 13 países, organizados por Amigos de la Tierra, publicaron un memorándum en respuesta a la auditoría. En él se afirmaba que su examen independiente corroboraba las conclusiones de Pusztai y que éste debería haberse preocupado por sus resultados.

### Revisión por pares de la Royal Society
El 19 de febrero, la Royal Society anunció públicamente que un comité revisaría su trabajo. Los periodistas de World in Action Laurie Flynn y Michael Sean Gillard afirmaron que se trataba de un paso inusual, ya que la Royal Society no suele realizar revisiones por pares. Los datos se enviaron a seis revisores anónimos y la revisión resultante se publicó en junio de 1999. En ella se afirmaba que los experimentos de Pusztai estaban mal diseñados, contenían incertidumbres en cuanto a la composición de las dietas, analizaban muy pocas ratas, utilizaban métodos estadísticos incorrectos y carecían de coherencia. Pusztai respondió diciendo que los revisores sólo habían examinado los informes internos de Rowett, que no incluían el diseño ni la metodología de los experimentos.

### Respuesta deThe Lancet
Los editores de The Lancet  publicaron un editorial en mayo de 1999 en el que denunciaban a todas las partes implicadas, criticaban a Pusztai por anunciar "imprudentemente" sus resultados en televisión y afirmaban que los científicos deberían publicar "los resultados en la prensa científica, no a través de los medios populares"; el editorial también denunciaba la revisión de la Royal Society como una "impertinencia pasmosa".

## Publicación
Los datos se publicaron en forma de carta en The Lancet en octubre de 1999, con Ewen como coautor. En ella se informaba de diferencias significativas en el grosor del epitelio intestinal de las ratas alimentadas con patatas modificadas genéticamente (en comparación con las alimentadas con la dieta de control), pero no se sugerían diferencias en el crecimiento ni en la función del sistema inmunitario.
La carta fue revisada por seis revisores, el triple de lo habitual en The Lancet. Cuatro revisores la consideraron aceptable tras revisarla. Un quinto la consideró defectuosa, pero quiso que se publicara "para evitar sospechas de conspiración contra Pusztai y dar a los colegas la oportunidad de ver los datos por sí mismos". El sexto, John Pickett, del Instituto de Investigación de Cultivos Herbáceos, también dijo que era errónea. Tras consultar con la Royal Society, Pickett criticó públicamente a The Lancet por aceptar publicar el estudio. El estudio, que utilizaba datos en poder de Ewen, que no estaba sujeto al veto del trabajo de Pusztai, informaba de diferencias significativas en el grosor del epitelio intestinal entre los sujetos de control y los de prueba, pero no mencionaba problemas de crecimiento o inmunidad.
El trabajo publicado fue criticado alegando que las patatas no modificadas no constituían una dieta de control justa y que las ratas alimentadas sólo con patatas sufrirían una deficiencia proteica. Pusztai respondió a estas críticas diciendo que todas las dietas experimentales tenían el mismo contenido proteínico y energético, y que la ingesta de alimentos de todas las ratas era la misma. En una entrevista, Pickett dijo más tarde que Richard Horton, editor de la revista Lancet, debía tener un motivo político para publicar el artículo, ya que los revisores lo habían rechazado. Según Pusztai, esta afirmación fue repetida por críticos académicos que asumieron que el uso del plural por parte de Pickett sugería que el estudio no había superado la revisión por pares.
Horton afirmó que había recibido una llamada telefónica "muy agresiva" en la que le llamaban "inmoral" y le amenazaban con que si publicaba el artículo "tendría implicaciones para su posición personal" como editor. Peter Lachmann, exvicepresidente y secretario de biología de la Royal Society y presidente de la Academia de Ciencias Médicas, reconoció haber realizado la llamada, pero niega haber amenazado a Horton y afirma que la llamada fue para "discutir su error de juicio" al publicar la carta y para hablar de las "dificultades morales de publicar mala ciencia".

## Consecuencias
Ewen se retiró tras la publicación, alegando que sus opciones profesionales habían sido "bloqueadas a un nivel muy alto".
Un estudio del Grupo de Trabajo del Panel de OGM sobre Ensayos de Alimentación Animal de la Autoridad Europea de Seguridad Alimentaria concluyó: "Los resultados obtenidos de los ensayos de alimentos y piensos modificados genéticamente en roedores indican que existen amplios márgenes de 'seguridad' (al menos 100 veces) entre los niveles de exposición animal sin efectos adversos observados y la ingesta diaria humana estimada. Los estudios no mostraron diferencias biológicamente relevantes en los parámetros ensayados entre los animales de control y los de ensayo
En 2005, la Federación de Científicos Alemanes concedió a Pusztai el premio a la denuncia de irregularidades.